# Efekt nadměrné sebedůvěry
Efekt nadměrné sebedůvěry (angl. overconfidence effect, overconfidence bias) je jeden z typů kognitivního zkreslení, který vede k tomu, že lidé mají tendenci nadhodnocovat své schopnosti, vyhlídky a šance na úspěch. Literatura definuje tento pojem jako systematickou chybu v úsudku, která se projevuje, když lidé hodnotí správnost svých odpovědí na otázky týkající se intelektuálních nebo perceptuálních problémů. Efekt se nejvíce projevuje na testovacích otázkách, které jsou hodnocené jako těžké. Naopak u otázek, které jsou hodnocené jako jednoduché, se u lidí projevuje tendence si důvěřovat méně, než by napovídal jejich reálný výsledek.

## Výzkum efektu
Přestože akademici dlouhou dobu považovali efekt nadměrné sebedůvěry za dále nedělitelný koncept, v roce 2008 bylo zjištěno, že tento koncept je možné rozdělit na tři vzájemně odlišné typy. Toto rozdělení upřesnilo stávající metody zkoumání a vysvětlilo mnohé nesrovnalosti ve výzkumu. Nadměrná sebedůvěra se tak nyní v literatuře běžně dělí na tři podkategorie:
- Přeceňování se (angl. overestimation) – důvěra v to, že člověk může být lepší, než je objektivně možné
- Nadhodnocování (angl. overplacement) – důvěra v to, že člověk je relativně ke zvolené skupině lidí lepší než ostatní
- Nadměrná přesnost úsudku (angl. overprecision) – přílíš velká jistota ve svůj úsudek

Systematické nadhodnocování schopností nacházíme u lidí napříč různými obory a činnostmi. Kromě testů zaměřených na znalosti lidé pravidelně nadhodnocují svou schopnost porozumět textu, předpovídat výsledky sportovních utkání nebo schopnost předpovědět své chování a výsledky životních událostí. V neposlední řadě se efekt nadměrné sebedůvěry projevuje v oblasti ekonomických předpovědí a investičních záměrů, což jsou obory, kterým literatura věnuje zvláštní pozornost.
Efekt nadměrné sebedůvěry byl pozorován v různých zemích a týká se jak mladistvých, tak dospělých osob.
Efekt se běžně zkoumá tak, že respondent kromě odpovědi na otázku, případně vykonání nějaké činnosti, je také dotázán, aby odhadl pravděpodobnost, že úkol vykonal správně. Data ukazují, že tato důvěra ve vlastní schopnosti systematicky převyšuje skutečný výsledek. Jestliže by lidská důvěra ve vlastní schopnosti byla perfektně kalibrována (bez biasu), 100% důvěra by byla správně ve 100 % případu, 90% důvěra v 90 % případů apod.
Jako příklad nadhodnocování se hojně cituje výzkum, ve kterém z vybraného vzorku 93 % amerických řidičů a 69 % řidičů ze Švédska odpovědělo, že se cítí kompetentnějšími řidiči než průměrný řidič dané země. Výsledek výzkumu by ze statistického pohledu nedával smysl, jelikož přesně 50 % řidičů může tvrdit, že jsou zdatnější za volantem než průměrný řidič. Zmíněná čísla jsou tak důkazem pro chybné uvažování způsobené efektem nadměrné sebedůvěry.
V tomto případě je efekt navíc doplněn dodatečným zkreslením, jelikož lidé jsou obecně velmi nespolehliví, pokud se mají srovnávat s druhými na základě limitovaných informací. To zapříčiňuje, že lidé s nejhoršími výsledky se často přeceňují, kdežto lidé s výbornými výsledky mají tendenci podceňovat svůj výkon a znalosti. Toto zkreslení je jinak známo jako Dunningův-Krugerův efekt.
Efekt nadměrné sebedůvěry patří vůbec k nejrozšířenějším kognitivním zkreslením, které proniká do mnoha částí našich životů. Proto má jeho studium a metody pro jeho zmírnění významný praktický dopad.

## Podkategorie efektu nadměrné sebedůvěry
Moore a Healy si v roce 2008 povšimli, že akademici běžně chápou různé kategorie nadměrné sebedůvěry jako totožné. Prokázalo se, že je nutné tyto kategorie odlišovat, což může přispět k řešení dlouhodobých sporů a nekonzistentních výsledků v literatuře zabývající se kognitivními zkresleními a především efektem nadměrné sebedůvěry. Moore a Healy rozeznávají tři odlišné kategorie nadměrné sebedůvěry – Přeceňování se (angl. overestimation), Nadhodnocování (angl. overplacement), Nadměrná přesnost úsudku (angl. overprecision).

### Přeceňování se (angl. overestimation)
Tato podkategorie efektu nadměrné sebedůvěry se běžně projevuje u těžších úkolů a otázek (kde se dá očekávat špatný výsledek) nebo pokud dotyčná osoba není v řešení daných úkolů příliš zdatná. V takovém případě osoba často přeceňuje své schopnosti, výkon, úroveň kontroly a šance na úspěch. Podkategorie přeceňování se neobjevuje pouze v souvislosti s hodnocením vlastního výkonu. V takovém případě hovoříme spíše o iluzi kontroly nebo klamu plánování. Příklady přeceňování se jsou:
- studenti přeceňují, jak si vedli v testu,[13]
- doktoři přeceňují přesnost svých diagnóz,[14]
- lidé přeceňují, jak moc mají věci pod kontrolou,[15]
- lidé přeceňují, jak rychle dokončí práci.[16]

### Nadhodnocování (angl. overplacement)
Nadhodnocování je další podkategorie, kdy lidé věří, že jsou v nějaké činnosti lepší než ostatní. Typickým příkladem je již zmíněný výzkum s řidiči v USA a ve Švédsku. Dále literatura zmiňuje studii, kde 37 % inženýrů jedné firmy se považovalo za 5 % nejlepších inženýrů ve firmě.
Právě podkategorie nadhodnocování a přeceňování se jsou často v literatuře zaměňovány.

### Nadměrná přesnost úsudku (angl. overprecision)
Nadměrnou přesností úsudku je myšlena příliš velká důvěra v to, že člověk zná pravdu.
Příkladem nadměrné přesnosti úsudku je výzkum, kde jsou lidé dotazováni, aby s přesností 90 % odhadli odpovědi týkající se zvolených numerických údajů (např. Jak dlouhá je řeka Nil?), jejich zvolené odpovědi byly správné pouze v 50 % a méně.

## Praktické dopady efektu
Vzhledem k tomu, že efekt nadměrné sebedůvěry je všudypřítomným kognitivním zkreslením, které prostupuje mnoho částí lidského života, existuje mnoho výzkumů studující tento efekt i mimo obor psychologie. Zároveň efekt má zásadní dopad na lidské myšlení, především chyby v rozhodování:
- nadměrná sebedůvěra vysvětluje stálá vysoká čísla podnikatelských aktivit, přestože mnoho z nich neuspěje,
- nadměrná sebedůvěra je příčinou válečných konfliktů,
- nadměrná sebedůvěra je příčinou stávek odborových svazů a soudních sporů.

Němečtí vědci dále zkoumali, zda kognitivní zkreslení nemohly hrát roli na začátku globální finanční krize z roku 2007. Zjistili, že expertíza analytiků, včetně konfirmačního zkreslení, status quo zkreslení a nadměrné sebedůvěry jim znemožnily reagovat na signály naznačující finanční kolaps, dokonce i tehdy, když i neodborníci věděli, že finanční kolaps je nevyhnutelný.
O nadměrné sebedůvěře se psalo jako o příčině nukleární katastrofy v Černobylu a výbuchu vesmírného raketoplánu Challenger. Sociální psycholog Scott Plous ve své popularizační knize píše, že žádný jiný problém v úsudku a rozhodování se nevyskytuje tak často a nemá potenciálně katastrofičtější následky než právě nadměrná sebedůvěra.

## Nadměrná sebedůvěra a osobnostní charakteristiky
Pokud jde o správné rozhodování, existují mezi lidmi rozdíly. Lidé, kteří se ve svém rozhodovacím procesu dokáží vyhnout kognitivním zkreslením, mají větší pravděpodobnost, že se dokáží rozhodnout správně. Jednou z otázek, kterým se literatura věnuje, je vztah mezi osobnostními charakteristikami jedinců a jejich schopnosti se vypořádat, nebo podlehnout kognitivním zkreslením.

### Narcisismus
Narcisismus je ve své patologické formě jednou z osobnostních poruch. Výzkum se ale zabývá i nepatologickým narcisismem (občas označovaným jako „normální narcisismus“), který se vyskytuje ve společnosti mnohem častěji.
Lidé trpící narcisismem o sobě věří, že:
- jsou výjimeční,
- si zaslouží lepší život než ostatní,
- jsou inteligentnější a fyzicky atraktivnějšími než jsou ve skutečnosti,
- převyšují ostatní ve vlastnostech jako dominantnost a vliv, ale nikoli ve společenských vlastnostech jako morálka či starost o druhé.

Tyto vlastnosti předpovídají, že je u narcisismu možné předpokládat zvýšenou náchylnost k nadměrné sebedůvěře, a tudíž se jedná o osobnostní charakteristiku, na kterou je vhodné se zaměřit při testování efektu nadměrné sebedůvěry.
Výzkum skutečně ukazuje, že existuje pozitivní korelace mezi narcismem a nadměrnou sebedůvěrou. Narcisté více riskují a vyhledávají vzrušení. Jejich pocit nadřazenosti a snaha být lepší než ostatní vede ke zhoršené schopnosti se správně rozhodovat.